# Chainalysis
Chainalysis - американська компанія, яка спеціалізується на аналізі блокчейну , розташована в Нью-Йорку. Компанія заснована Майклом Гронагером і Джонатаном Левіном в 2014 році. Спеціалізується на продажі програмного забезпечення, яке допомагає клієнтам аналізувати блокчейн. До їхніх клієнтів входять : Федеральне бюро розслідувань, агентство з контролю за наркотиками в США, Кримінальне розслідування служби внутрішніх доходів, так само, як Національне агентство зі злочинності Сполученого Королівства.

## Історія
Компанія була створена з метою розслідування несправедливого обміну криптовалюти Mt. Gox коли Майкл Гронагер був офіційним директором Kraken. Його компанія через звернення керуючого персоналу Mt. Gox розслідувала злочин.
У жовтні 2019 року компанія допомогла Міністерству юстиції США знищити найбільший у світі сайт дитячого насилля.
У березні 2021 року розпочала співпрацю з метою дотримання криптографії з компанією Notabene, щоб юридично дотримуватись правила FATF. Це партнерство визнано одним з 10 найбільш інноваційних співпраць 2022 року.

## Відомі розслідування
Організація, разом з правохоронними органами, брала участь у поверненні криптовалюти з незаконних підприємств. Як результат, у співпраці з правохоронними органами повернули понад 1 млрд доларів США від анонімного веб-ринку Silk Road. Також, у 2021 році вдалось визначити 7 крадіїв криптовалюти північнокорейської групи Lazarus Group.

## Зовнішні джерела
Офіційний веб-сайт